# دور شاروکین
دور شاروکین ("قلعه سارگن"; عربی: دور شروكين)، خُرس‌آباد کنونی، پایتخت امپراتوری آشوری نو در زمان سارگون دوم بوده است که حدود ۷۰۰ سال پیش از میلاد بنا شده است.
خورساباد یک روستا در شمال عراق است که در ۱۲ کیلومتری شمال موصل قرار دارد و آشوری‌ها در آن سکونت دارند.
در ۸ مارس ۲۰۱۵ دولت اسلامی عراق و شام کاخ خورساباد را تخریب کرد.